# 万見重元
万見 重元（まんみ しげもと / まみ しげもと）は、戦国時代から安土桃山時代にかけての武将。織田氏の家臣。通称は仙千代（せんちよ）で、万見仙千代の名で知られる。
戦死した時まで童名の仙千代で記録されているため、年齢的には若かったものと推測される。重元の名は『法隆寺文書』における「まん仙千代重元」の署名による。

## 生涯
神子田長門守の子と伝わる。神子田正治は長門守の伯父の子で、仙千代はつまり従甥の関係にあたる。一説に近江国出身とも言うが、尾張国ともいう。万見姓を名乗っている理由など、出自はよくわからない。
織田信長の小姓であるが、その出仕の時期は不明。信長や信忠に近侍し、他の大名や家臣との取次や、奉行として政務を執行し、戦場では主に検使の役を務めた代表的な側近である。
史料への初見は、天正3年（1575年）の9月10日付の信長書状（松江松平文書）または10月11日付の堀秀政との連名の書状（国友共有文書）。
天正6年（1578年）正月、安土の仙千代の自邸を会場にした信忠の名物開きの茶会が行われた。
同年5月以前より西国に向かう羽柴秀吉のもとに派遣されており、6月、大津長昌・矢部家定・長谷川秀一・菅屋長頼とともに神吉城攻めの検使を務めた。同月、津田信澄とともに明石までの間に砦を構築し、その様子を信長に伝えた。
7月（15日以前に）和泉国の淡輪氏（淡輪徹斎ら水軍衆）から和泉国・紀伊国の情勢を報告され、指示を与えた。22日、武蔵国の太田道誉宛ての信長黒印状に副状を発給した。
8月10日、陸奥国の南部宮内少輔の使者を自邸で饗応した。15日、安土における相撲大会の奉行を務めた。
9月27日、信長の堺下向に従い、30日、津田宗及宅訪問に供奉した。
10月24日、松井友閑とともに法隆寺、東寺に段銭の納入について指示した。同月下旬、荒木村重謀反の噂が出た際に、松井友閑、明智光秀と共に糾問使として有岡城に派遣された。村重は潔白を主張して別心なきことを誓ったが、糾問使が帰国するとまもなく反旗を翻すことになる。これに前後して仙千代は秀政と共に検使として有岡方面に派遣された。
11月28日、信長が自ら有岡付近まで出陣。この時、仙千代は秀政と共に、甲山に避難してきて軍の邪魔になっていた百姓達を斬り捨てた。
12月8日、有岡城への一斉攻撃の命令が下り、仙千代は堀秀政・菅屋長頼とともに鉄砲隊を指揮して、石垣近くまで迫ったが、この戦闘で討ち死にした。小瀬甫庵の『信長記』によると、自ら塀を乗り越えようとしたところ、長刀で突き貫かれたとされる。これが記録に残る唯一の武将としての働きであった。
なお、翌年1月、安土城内の家臣屋敷の移動があり、仙千代の屋敷は長谷川秀一に渡された。